# Vanellus malabaricus
Vanellus malabaricus е вид птица от семейство Charadriidae.

## Разпространение
Видът е разпространен в Бангладеш, Индия, Непал, Пакистан и Шри Ланка.